# Nikolaus Köppen
Nikolaus Köppen (* 7. August 1668 in Wolgast; † 14. April 1739 in Greifswald) war ein deutscher Professor für orientalische Sprachen.

## Leben
Nikolaus Köppen war der Sohn von Emanuel Köppen, Registrator am Wolgaster Hofgericht, und dessen Frau Emerentia Rose. Seine Mutter zog mit ihm wegen kriegerischer Unruhen erst nach Greifswald und dann nach Stralsund. Dort kam Köppen auf das Stadtgymnasium. Der Vater starb 1679.  Nach dem Besuch der Greifswalder Stadtschule kam Köppen 1685 an die Universität Greifswald. Die alten Sprachen erlernte er bei Heinrich Brandanus Gebhardi und Theologie bei Jakob Henning und Nikolaus Dassow. Köppen ging dann nach Wittenberg  und 1692 nach Leipzig und Halle.
1693 promovierte Köppen an der Philosophischen Fakultät in Greifswald. Er war dann zwei Jahre lang Hauslehrer bei Alexander Caroc.
Er ging dann nach Hamburg zu Johann Friedrich Mayer. Bei Esdras Edzardus und Martin Murray widmete er sich rabbinischen Studien.
Über Kiel nach Greifswald zurückgekehrt, wurde Köppen von König Karl XII. 1699 zum außerordentlichen Professor der Philosophie ernannt. 1704 disputierte er unter Johann Friedrich Mayer und wurde Baccalaureus der Theologie.
Während der Besetzung Schwedisch-Pommerns durch Dänemark berief ihn der dänische König Friedrich IV. 1718 zum ordentlichen Professor für orientalische Sprachen.
1727 heiratete Köppen Christina Dorothea Helwig, die Tochter des Professors Christoph Helwig. Die Ehe blieb kinderlos.